# Marie-Pierre Gramaglia
Marie-Pierre Gramaglia est une femme politique monégasque.

## Biographie
Le 7 janvier 2011, Marie-Pierre Gramaglia est nommée conseillère de gouvernement, ministre de l'Équipement, de l'Environnement et de l'Urbanisme de Monaco par le prince Albert II,. Elle exerce ces fonctions jusqu'au 1er septembre 2021.